# Asturias (paquebot de 1925)
Pour les articles homonymes, voir Asturias.
L'Asturias (deuxième du nom) était un paquebot de la Royal Mail Lines, une compagnie britannique assurant la liaison maritime entre l'Angleterre et l'Amérique du Sud. Il assura entre 1926 et 1939 la liaison entre Southampton et la côte Est de l'Amérique du Sud ainsi que son jumeau l'Alcantara lancé un an plus tard.
En 1926, il fut le plus large bateau à moteur de l'époque.

## Construction
Le paquebot fut commandé par la Royal Mail Lines pour remplacer son prédécesseur du même nom, l'Asturias, qui fut mis en retraite dès 1930 et démoli en 1933. Construit en 1925 par les chantiers nord-irlandais Harland and Wolff de Belfast (comme le Titanic), il fut lancé officiellement le 7 juillet 1925 par la duchesse d'Abercorn et le gouverneur général de l'Irlande du Nord et fit son voyage inaugural le 26 février 1926, conduit par le commandant Morrison. Souffrant de lenteur et de problème de vibrations, il fut, comme son jumeau, reconstruit en 1934 avec des cheminées plus hautes et une nouvelle propulsion à turbine remplaçant les moteurs diesel. Il représenta en 1935 la Royal Mail au jubilé d'argent du Roi George V et de la reine Mary d'Angleterre .

## Ligne maritime

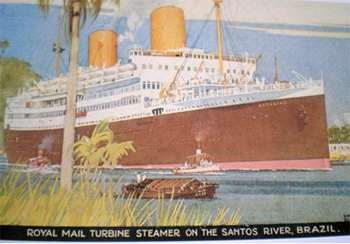
L'Asturias à Santos au Brésil, peint par Kenneth Shoesmith

Il assura de 1926 à 1939 la liaison dans l'océan Atlantique Sud entre Southampton et l'Amérique du Sud, via Cherbourg (France), Vigo en Espagne, Lisbonne au Portugal, l'île de Madère, aux Açores, Las Palmas aux Canaries, Recife, Salvador de Bahia, Rio de Janeiro, Santos au Brésil, Montevideo en Uruguay et Buenos Aires en Argentine.

## Seconde Guerre mondiale
Durant la Seconde Guerre mondiale, l’Asturias fut, comme la plupart des paquebots, converti en navire de guerre, comme croiseur auxiliaire marchand, dès 1939 afin de contrer la menace des croiseurs allemands dans l'océan Atlantique et protéger les transports de troupes. Les travaux de conversion éliminèrent une de ses deux cheminées pour installer les canons. Il assura une mission de surveillance et de patrouille dans l'océan Atlantique Sud.
En 1943 en Atlantique Sud, pendant qu'il escortait un navire, il fut torpillé par le sous-marin italien Cagni et gravement endommagé, quatre de ses membres d'équipage furent tués. Il fut remorqué par le navire néerlandais Zwarte Zee à Freetown au Liberia où il fut considéré comme définitivement perdu, et abandonné par la Royal Mail Lines. En 1945, il fut finalement sauvé par le gouvernement britannique qui le remorqua d'abord à Gibraltar puis à Belfast pour réparations et reconversion en transport de troupes. C'est dans ce rôle qu'il finit la Seconde Guerre mondiale.

## Nouvelle carrière comme navire d'émigrants

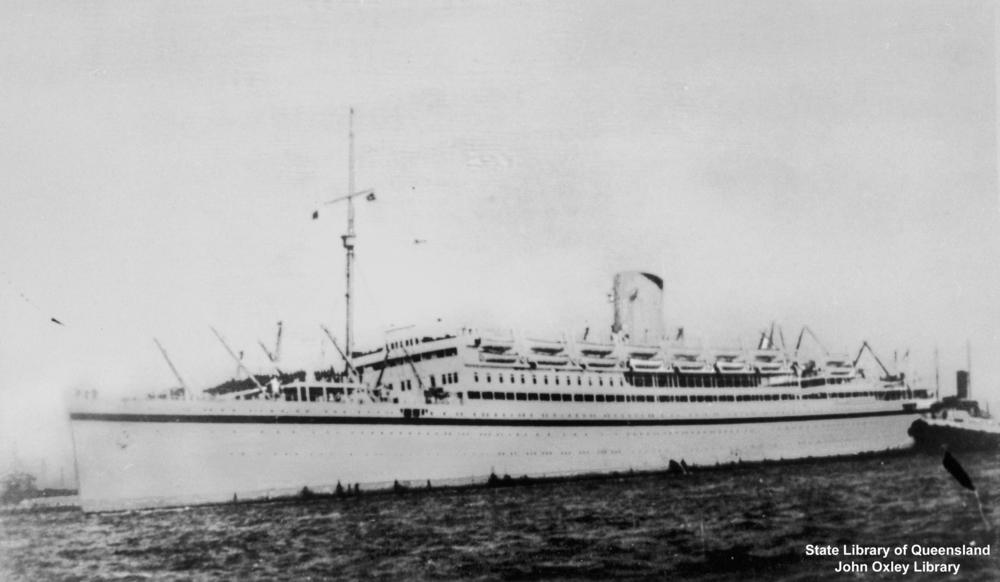
Comme croiseur auxiliaire, il a sacrifié une de ses cheminées

En 1945, la Seconde Guerre mondiale achevée, il fut affecté par le gouvernement au transport d'émigrants, principalement à destination de l'Australie. De 1946 à 1952, il assura 23 voyages, transportant 20 000 migrants dont de nombreux enfants, orphelins qui allèrent trouver en Australie un nouveau foyer. Le voyage coûtait 10 livres sterling par personne (gratuit pour les enfants). La route suivait la mer Méditerranée via Malte, le canal de Suez, Aden au Yémen, Bombay en Inde et Karachi au Pakistan avant d'arriver à Fremantle, à l'ouest de l'Australie, ce qui prenait entre 5 et 6 semaines de traversée. En 1953, il assura aussi le rapatriement des troupes britanniques engagées dans la guerre de Corée, transportant notamment le régiment d'Essex. Il fut finalement démoli en 1957 à Faslane en Écosse. Juste avant sa démolition, il servit pour certains plans du film Atlantique, latitude 41° consacré au Titanic.

### Sources
- (en) « Site entièrement consacré à l’Asturias II pour sa carrière de transport d'émigrants. »
- William H. Miller, Pictorial Encyclopedia of Ocean Liners (1860-1994), New York, Dover publications, 1995
- (en) « La fiche de l’Asturias sur The Ship List »
- (en) « La fiche de l’Asturias sur Greatships »
- (en) « Nombreuses photographies de l’Asturias et de son jumeau l’Alcantara »
- (en) « Merchantnavyofficers »